# Yuxikou
Yuxikou (kinesiska: 裕溪口) är ett stadsdelsdistrikt i östra Kina. Det ligger i stadsdistriktet Jiujiang i staden Wuhu i provinsen Anhui, omkring 110 kilometer sydost om provinshuvudstaden Hefei. Antalet invånare är 4 570. Befolkningen består av 2 423 kvinnor och 2 147 män. Barn under 15 år utgör 4,0 %, vuxna 15-64 år 68 %, och äldre över 65 år 27,0 %.